# Nordlys
Nordlys es el segundo álbum de estudio de la banda de folk metal y metal gótico noruego-alemana Midnattsol. Fue lanzado el 28  de marzo de 2008 mediante Napalm Records.
Su nombre (literalamente "Luces del Norte" en noruego) es una referencia escandinava a la Aurora Boreal.

## Historia
Después de tres años del lanzamiento de su exitoso álbum de debut Where Twilight Dwells (2005), Midnattsol decidió cambiar de dirección y componer un álbum con atmósferas oscuras en un sonido melódico y pesado, influenciado más de cerca por el metal gótico tradicional. En contraste, Nordlys está poco inspirado en la música folk metal nórdica y es menos introspectivo que su antecesor.
Cabe destacar la experimentación en las voces de soprano de la cantante Carmen Elise Espenæs, así como la extensa dedicación en los solos de guitarra de Daniel Droste y Christian Hector. Sin embargo, Hector (un miembro fundador), abandonó el grupo poco después del lanzamiento del álbum para concentrarse en su otra banda Ahab, y fue reemplazado brevemente por Fabian Pospiech en las tres presentaciones en vivo que hizo Midnattsol en Europa para promocionar el álbum.

## Lista de canciones
Todas las canciones escritas por Carmen Elise Espenæs, excepto "Octobre" por Christian Hector. Toda la música compuesta por Midnattsol.

Todas las letras escritas por Carmen Elise Espenæs, except on "Octobre" by Christian Hector.
| N.º | Título                                     | Duración |  |
| 1.  | «Open Your Eyes»                           | 5:43     |  |
| 2.  | «Skogens lengsel» ("The Forest's Longing") | 5:04     |  |
| 3.  | «Northern Light»                           | 6:19     |  |
| 4.  | «Konkylie» ("Seashell")                    | 8:13     |  |
| 5.  | «Wintertime»                               | 5:17     |  |
| 6.  | «Race of Time»                             | 5:40     |  |
| 7.  | «New Horizon»                              | 2:51     |  |
| 8.  | «River of Virgin Soil»                     | 5:37     |  |
| 9.  | «En natt i nord» ("A Night in the North")  | 5:17     |  |
| 10. | «Octobre» (limited edition bonus track)    | 4:42     |  |

## Créditos

### Midnattsol
- Carmen Elise Espenæs – Vocalista
- Daniel Droste – Guitarra principal, guitarra acústica, vocales en "Octobre", mezcla, masterizado en Finnvox Studios
- Christian Hector – Guitarra rítmica, guitarra acústica, arpa de boca, masterizado
- Daniel Fischer – Teclado
- Birgit Öllbrunner – Bajo
- Chris Merzinsky – Batería, mezcla